# ترولس موريغارده
ترولس موريغارده (مواليد 16 فبراير 2002) هو لاعب كرة طاولة سويدي، حصل على الميدالية الفضية في بطولة العالم لكرة الطاولة 2021.

## روابط خارجية
- ترولس موريغارده على موقع منظمة تنس الطاولة العالمي (الإنجليزية)
- ترولس موريغارده على موقع أوليمبيديا (الإنجليزية)
- ترولس موريغارده على موقع اللجنة الأولمبية السويدية (السويدية)